# ジャン・ルイジ・ポリドロ
ジャン・ルイジ・ポリドロ（Gian Luigi Polidoro, 1927年2月4日 - 2000年9月7日）は、イタリアの映画監督、脚本家。1958年から1998年までの間、15本の作品の監督をつとめて、そのうち1963年のコメディ映画"Il diavolo"が第13回ベルリン国際映画祭で金熊賞を受賞した。

## フィルモグラフィ
- Il diavolo （1963年、監督、金熊賞受賞）
- 『甘い大陸』 - Una moglie americana （1965年、監督・脚本）
- 『華麗なる堕落の世界/続・サテリコン』 - Satyricon （1969年、監督）